# Charrin
Charrin – miejscowość i gmina we Francji, w regionie Burgundia-Franche-Comté, w departamencie Nièvre.
Według danych na rok 1990 gminę zamieszkiwało 688 osób, a gęstość zaludnienia wynosiła 26 osób/km² (wśród 2044 gmin Burgundii Charrin plasuje się na 345. miejscu pod względem liczby ludności, natomiast pod względem powierzchni na miejscu 245.).